# Горденін (хутір)
Горденін (рос. Горденин) — хутір в Хлевенському районі Липецької області Російської Федерації.
Населення становить 0  осіб. Належить до муніципального утворення Малининська сільрада.

## Історія
З 13 червня 1934 до 1954 року у складі Воронезької області. Відтак входить до складу Липецької області.
Згідно із законом від 2 липня 2004 року №114-оз органом місцевого самоврядування є Малининська сільрада.

## Населення
| 2009 | 2010 |
| ---- | ---- |
| 0    | →0   |